# Leninsk (Oblast' di Volgograd)
Leninsk (in russo Ле́нинск) è una città della Russia nell'oblast' di Volgograd, in Russia, capoluogo del Leninskij rajon.

## Altri nomi
- XIII - 1396 - Saraj-Berke
- 1802 - 1919 - Prišibinskoe (Пришибинское in russo) oppure Prišib (Пришиб in russo)
- dal 16 febbraio 1919 - Leninsk (Ле́нинск in russo)

## Geografia fisica
Leninsk si trova sul fiume Achtuba nella parte sud-orientale dell'oblast' di Volgograd, a 78 km da Volgograd.

## Storia
La città di Leninsk si trova a 15 km dalla ex-capitale dell'Khanato dell'Orda d'Oro Saraj-Berke dove abitavano circa 100.000 persone dal XIII alla prima parte del XIV secolo. La città di Saraj-Berke si trovava sulla via commerciale più grande dell'epoca che collegava via terra Cina e India con i paesi d'Europa e d'Africa. Nel 1396 la città fu distrutta da Tamerlano. Dopo la caduta dell'Khanato dell'Orda d'Oro l'area fu abbandonata fino alla fine del XVIII secolo quando un decreto imperiale firmato da Caterina II di Russia diede ordine di fondare il paese Prišibinskoe per la produzione della seta. Nel 1919 vi si svolse l'VIII Congresso panrusso dei Soviet. Nel 1942 Leninsk diventò un'importante base strategica militare ed un centro per l'evacuazione della popolazione di Stalingrado dopo la costruzione della ferrovia.
L'attuale Leninsk ricevette lo status di città nel 1963.

## Monumenti e luoghi d'interesse
- Zaricynskoe gorodisce (in cirilico: Царицынское городище), sito dell'antica capitale mongola Saraj-Berke

## Economia
La principale attività economica è rappresentata dall'industria agroalimentare (46% del PIL).

## Medicina
Nella città si trova un Policlinico (il centro di riferimento regionale), 3 ambulatori, un Policlinico stomatologico.

## Istruzione
Nella città ci sono scuole materne, medie di base, una scuola d'arte, una sede distaccata dell'Istituto Universitario di Economia e Commercio di Volgograd, il Centro di Cultura "Ottobre", l'Istituto Tecnico Professionale no.47.

## Infrastrutture e trasporti
La stazione di Leninsk si trova a 4 km dal centro della città sulla linea ferroviaria che collega Siberia e Urali con il Caucaso e il Mar Caspio. La linea è stata costruita nel 1942 ed attualmente ha un binario solo, fa parte del corridoio strategico Nord-Sud ed è prevista la ricostruzione della stazione di Leninsk con l'aggiunta del secondo binario sulla linea.